# Landkreis Sądowa Wisznia
Powiat Sądowa Wisznia (niem. Landkreis Sądowa Wisznia, Kreiskommissariat Sądowa Wisznia, pol. powiat sądowowiszniański) – jednostka podziału administracyjnego Generalnego Gubernatorstwa w latach 1941–1942, wchodząca w skład dystryktu galicyjskiego. Siedziba dystryktu znajdowała się Lembergu (Lwowie), który stanowił odrębny powiat miejski (Stadthauptmannschaft Lemberg).
Tereny obwodu lwowskiego zostały zajęte przez wojska niemieckie w czerwcu 1941. Galicja Wschodnia weszła 1 sierpnia 1941 w skład Generalnego Gubernatorstwa pod nazwą Dystrykt Galicja na mocy dekretu Adolfa Hitlera z 1 sierpnia 1941. Niemieckie władze wojskowe sprawowały władzę do 5 sierpnia 1941, kiedy to utworzono Kreiskommissariat Sądowa Wisznia z ukraińskich z rejonów mościskiego i rudeckiego; jednostka ta od samego początku była przewidziana do zniesienia.
1 kwietnia 1942 Kreiskommissariat Sądowa Wisznia zniesiono, łącząc go z powiatami Lemberg-Land-Ost i Lemberg-Land-West w jeden wielki powiat o nazwie Landkreis Lemberg.